# Административно-территориальное деление Чучковского района

Чучковский район на карте Рязанской области

Чучковский район в рамках административно-территориального устройства включает 1 посёлок городского типа и 5 сельских округов.
В рамках организации местного самоуправления, муниципальный район делится на 6 муниципальных образований, в том числе 1 городское и 5 сельских поселений:
1. Чучковское городское поселение — пгт Чучково;
2. Аладьинское сельское поселение — с. Аладьино;
3. Завидовское сельское поселение — с. Завидово;
4. Остро-Пластиковское сельское поселение — с. Остро-Пластиково;
5. Пертовское сельское поселение — с. Пертово;
6. Ункосовское сельское поселение — с. Кистенёво.

Посёлок городского типа соответствует городскому поселению, сельский округ — сельскому поселению.

## Формирование муниципальных образований
В результате муниципальной реформы к 2006 году на территории 12 сельских округов было образовано 6 сельских поселений.
| Административно-территориальная единица | Населённый пункт   | Муниципальное образование              |
| --------------------------------------- | ------------------ | -------------------------------------- |
| Аладьинский сельский округ              | Аладьино           | Аладьинское сельское поселение         |
| Аладьинский сельский округ              | Коловерти          | Аладьинское сельское поселение         |
| Аладьинский сельский округ              | Красноармейский    | Аладьинское сельское поселение         |
| Аладьинский сельский округ              | Шарапово           | Аладьинское сельское поселение         |
| Красноозерский сельский округ           | Антоново           | Аладьинское сельское поселение         |
| Красноозерский сельский округ           | Красное Озеро      | Аладьинское сельское поселение         |
| Красноозерский сельский округ           | Никоново           | Аладьинское сельское поселение         |
| Шеметовский сельский округ              | Ильино             | Аладьинское сельское поселение         |
| Шеметовский сельский округ              | Пехорка            | Аладьинское сельское поселение         |
| Шеметовский сельский округ              | Шеметово           | Аладьинское сельское поселение         |
| Завидовский сельский округ              | Деревягино         | Завидовское сельское поселение         |
| Завидовский сельский округ              | Дубровка           | Завидовское сельское поселение         |
| Завидовский сельский округ              | Завидово           | Завидовское сельское поселение         |
| Завидовский сельский округ              | Красный Хутор      | Завидовское сельское поселение         |
| Завидовский сельский округ              | Лаврешин           | Завидовское сельское поселение         |
| Завидовский сельский округ              | Назаровка          | Завидовское сельское поселение         |
| Завидовский сельский округ              | Ольховка 2         | Завидовское сельское поселение         |
| Завидовский сельский округ              | Суховка            | Завидовское сельское поселение         |
| Завидовский сельский округ              | Шуваевка           | Завидовское сельское поселение         |
| Протасьево-Углянский сельский округ     | Азарновка          | Завидовское сельское поселение         |
| Протасьево-Углянский сельский округ     | Жильцовка          | Завидовское сельское поселение         |
| Протасьево-Углянский сельский округ     | Красный            | Завидовское сельское поселение         |
| Протасьево-Углянский сельский округ     | Муравлянка         | Завидовское сельское поселение         |
| Протасьево-Углянский сельский округ     | Новый              | Завидовское сельское поселение         |
| Протасьево-Углянский сельский округ     | Орловка            | Завидовское сельское поселение         |
| Протасьево-Углянский сельский округ     | Подшивальна        | Завидовское сельское поселение         |
| Протасьево-Углянский сельский округ     | Протасьев Угол     | Завидовское сельское поселение         |
| Протасьево-Углянский сельский округ     | Родники            | Завидовское сельское поселение         |
| Протасьево-Углянский сельский округ     | Фролово            | Завидовское сельское поселение         |
| Остро-Пластиковский сельский округ      | Зелёный Курган     | Остро-Пластиковское сельское поселение |
| Остро-Пластиковский сельский округ      | Крюково            | Остро-Пластиковское сельское поселение |
| Остро-Пластиковский сельский округ      | Матчино            | Остро-Пластиковское сельское поселение |
| Остро-Пластиковский сельский округ      | Остро-Пластиково   | Остро-Пластиковское сельское поселение |
| Остро-Пластиковский сельский округ      | Старо-Пластиково   | Остро-Пластиковское сельское поселение |
| Остро-Пластиковский сельский округ      | Шигаевка           | Остро-Пластиковское сельское поселение |
| Мелеховский сельский округ              | Земледелец         | Пертовское сельское поселение          |
| Мелеховский сельский округ              | Илюшкино           | Пертовское сельское поселение          |
| Мелеховский сельский округ              | Калинино           | Пертовское сельское поселение          |
| Мелеховский сельский округ              | Мелехово           | Пертовское сельское поселение          |
| Пертовский сельский округ               | Большая Дмитриевка | Пертовское сельское поселение          |
| Пертовский сельский округ               | Луговой            | Пертовское сельское поселение          |
| Пертовский сельский округ               | Марьевка           | Пертовское сельское поселение          |
| Пертовский сельский округ               | Ольховка           | Пертовское сельское поселение          |
| Пертовский сельский округ               | Ореховка           | Пертовское сельское поселение          |
| Пертовский сельский округ               | Пертово            | Пертовское сельское поселение          |
| Пертовский сельский округ               | Пет                | Пертовское сельское поселение          |
| Пертовский сельский округ               | Прудовка           | Пертовское сельское поселение          |
| Пертовский сельский округ               | Пузос              | Пертовское сельское поселение          |
| Пертовский сельский округ               | Пятша              | Пертовское сельское поселение          |
| Пертовский сельский округ               | Свищевка           | Пертовское сельское поселение          |
| Церлёвский сельский округ               | Александровка      | Пертовское сельское поселение          |
| Церлёвский сельский округ               | Ивановка           | Пертовское сельское поселение          |
| Церлёвский сельский округ               | Красная Слобода    | Пертовское сельское поселение          |
| Церлёвский сельский округ               | Церлёво            | Пертовское сельское поселение          |
| Алеевский сельский округ                | Алеево             | Ункосовское сельское поселение         |
| Алеевский сельский округ                | Гавриловское       | Ункосовское сельское поселение         |
| Алеевский сельский округ                | Голенищево         | Ункосовское сельское поселение         |
| Дудкинский сельский округ               | Александровка      | Ункосовское сельское поселение         |
| Дудкинский сельский округ               | Дудкино            | Ункосовское сельское поселение         |
| Дудкинский сельский округ               | Подысаково         | Ункосовское сельское поселение         |
| Дудкинский сельский округ               | Тюменево           | Ункосовское сельское поселение         |
| Ункосовский сельский округ              | Авангард           | Ункосовское сельское поселение         |
| Ункосовский сельский округ              | Гремячево          | Ункосовское сельское поселение         |
| Ункосовский сельский округ              | Кистенёво          | Ункосовское сельское поселение         |
| Ункосовский сельский округ              | Ункосово           | Ункосовское сельское поселение         |
| Администрация пгт Чучково               | Чучково            | Чучковское городское поселение         |